# Andre (filme)
Andre é um filme americano de 1994, dirigido por George T. Miller e distribuído pela Paramount Pictures. O filme é uma adaptação do livro A Seal Called Andre, que por sua vez foi baseado em uma história real.

## Elenco
- Keith Carradine - Harry Whitney
- Chelsea Field - Thalice Whitney
- Joshua Jackson - Mark Baker
- Tina Majorino - Toni Whitney
- Aidan Pendleton - Paula Whitney
- Keith Szarabajka - Billy Baker
- Shirley Broderick - Mrs. McCann
- Andrea Libman - Mary May
- Joy Coghill - Betsy
- Gregory Smith - Bobbye